# Ribnik (Bosznia-Hercegovina)
Ribnik (szerbül: Рибник) község Bosznia-Hercegovinában, a Szerb Köztársaságban, központja Gornji Ribnik településen van.

## Fekvése
Bosznia-Hercegovina északnyugati részén, Banja Lukától légvonalban 50, közúton 70 km-re délnyugatra, fekvő dombos, erdős területen fekszik. Ribnik község területének mintegy 70%-a dombos-hegyes terület, melynek tengerszint feletti magassága 500 méter körüli, a többi rész pedig a fő folyók körül található. A tengerszint feletti magasság 260 és 1480 méter között mozog. A magasan fekvő területeket a Dimitor, Šiša, Lisina, Osoje és Manjača középmagas hegyei alkotják, míg az erdős terület nagy részét a Crkveno, Resenovača, Jarčište hegyi legelői, a Dimitor lejtői és a Manjački fennsík képezik. A község területe erdőben, vízben és érintetlen természetben rendkívül gazdag. Az erdők 32 000 hektárt tesznek ki, vagyis a település 64%-át erdők borítják, ami azt jelenti, hogy Ribnik önkormányzata 13%-kal részesedik az Szerb Köztársaság teljes erdővagyonából. Az éghajlatnak és a talaj összetételének köszönhetően a legjobb minőségű bükk, juhar, szil, kőris és hárserdő borítják. A község jó része alacsony növekedésű erdőkkel, nagyméretű tűlevelű fákkal, főleg fenyővel és kisebb mennyiségben vörösfenyővel van benőve.
A község területén két nagyobb folyó, a Sana és a Ribnik, valamint a két kisebb folyó, a Stanička és a Banjica található. A hegyvidék nyugati részei bővelkednek számos ivóvízforrással. E források többségét nem hasznosítják. A hótakaró nyár elejéig tartó megmaradása pozitív hatással van az adott terület vízfolyásaira, de különösen a tűlevelű erdők intenzív növekedésére. A terület legtöbb települése, így az ipari kapacitások is a Szana folyó körül találhatók, míg a többi területet szántók, erdők, rétek, legelők és erdei tisztások alkotják.

## Éghajlata
Az éghajlat túlnyomóan mérsékelt-kontinentális, mindenekelőtt az alacsonyabban fekvő részeken, ahol a magasabban fekvő területekhez képest a nyarak melegebbek és a telek enyhébbek. Az év során lehullott csapadék mennyisége meghaladja az 1000 mm-t. A magasabb tengerszint feletti magasságú területeken hegyvidéki éghajlat uralkodik, ahol a telek nagyon kemények, nagy mennyiségű hóval, amely helyenként egészen júniusig megmarad.

## Népessége
Az 1991-es népszámlálás szerint Ribnik község mai területén 23 településen mintegy 7430 lakos élt, nemzeti összetételük 99,5%-a szerb és 0,5%-a muszlim (bosnyák). Jelenleg mintegy hatezer, hasonló nemzeti összetételű lakos él a község területén. A lakosság a hagyomány szerint leginkább az erdészetben és a faiparban, majd a mezőgazdaságban, és leginkább az állattenyésztésben dolgozik és rendelkezik munkatapasztalattal.
| Nemzetiségi csoport | Népesség 1991 | Népesség 2013 |
| ------------------- | ------------- | ------------- |
| Szerb               | 0             | 6018          |
| Bosnyák             | 0             | 0             |
| Horvát              | 0             | 11            |
| Jugoszláv           | 0             | 0             |
| Egyéb               | 0             | 19            |
| Összesen            | 0             | 6048          |

## Története
A régészeti leletek tanúsága szerint Ribnik község területe már az őskortól fogva lakott volt. Az őskori lelőhelyek közé tartozik a Gornji Vrbljani „Grad” őskori erődítménye, melyre római castellum épült, a Gornji Ribnik-i „Tepića gradina” őskori erődje a ráépült római kori és középkori erőddel és a velečevói őskori erőd. A római kor emlékei ugyancsak megtatálhatók Donji és Gornji Ribniken, Velečevón, Gornji Vrbljaniban, és Sitnicán is. Utóbbi helyen a „Gromile” lelőhelyen 3 hektárnyi területen találhatók a római épületmaradványok, de Velečevón is római település és villagazdaság volt egykor. Több helyen, köztük Gornji Ribniken és Vrbljaniban találtak római pénzérméket a község területén, mely a helyi kereskedelem bizonyítéka. A község területe a középkorban is legalább olyan sűrűn lakott volt, mint manapság. A község számos településén maradtak feen a mai napig a középkori temetők maradványai a jellegzetes stećak sírkövekkel. Ezek a sírkövek a kereszténység főáramlatának behódolni nem akaró, eredetileg Boszniában élő bogumilok díszesen faragott középkori sírkövei voltak. A legrégebbi ilyen sírkövek a 12. század második feléből származnak, de csak a 14-15. században terjedtek el Bosznia-Hercegovina, Szerbia, Horvátország és Montenegró területén. 
Ribnik község területe 1878-ig tartozott az Oszmán Birodalomhoz, majd az Osztrák-Magyar Monarchia része lett. A monarchia szétesésével 1918-ben előbb a Szerb-Horvát-Szlovén Királyság, majd 1929-től a Jugoszláv Királyság része. Ribnik mint település a Ribnik folyó bal partján jött létre, amely magától a településtől néhány kilométerre délre ered. Ribnik községi státuszát először 1918-ban kapta meg, a Jugoszláv Királyságban pedig a Vrbaska banovina része volt. Jugoszlávia megszállása után a falu a Független Horvát Állam (NDH) része lett, majd nem sokkal ezután megkezdődött a szerb lakosság lázadása az új hatalommal szemben, melyet a szerbek elleni usztasa támadások követtek. 1945-től a település a szocialista Jugoszlávia része volt. 
Különféle közigazgatási beosztásokban Ribnik községi státusza 1965-ig fennmaradt, amikor is az akkori Bosznia-Hercegovinai Köztársaság területi racionalizálása miatt Ribnik község területét Sanicával együtt Ključ községhez csatolták. Ez lelassította Ribnik gazdasági és mezőgazdasági fejlődését. Az 1995-ben aláírt daytoni békemegállapodás olyan entitásvonalat hozott létre, amely két részre osztotta Ključ település területét, a Szerb Köztársaságban található Ribnik településre és a Bosznia-Hercegovinai Föderációhoz tartozó Ključ településre. Az önálló községi státusz elnyerésével Ribnik fejlődésnek indult, és mára stabil és gazdaságilag önfenntartó környezetet jellemez.

## Közlekedés
Közlekedési és földrajzi szempontból Ribnik község területe a Bihács – Jajca (M-5) főútra támaszkodik, amely a község 17 km hosszúságú részén halad át. A Čađavica – Banja Luka útirány ehhez az útirányhoz csatlakozik. Banja Luka ezen az útvonalon egy 50 km hosszú aszfaltos hegyi úton érhető el. A Szerb Köztársaság számára különleges jelentőségű aszfaltút halad át a községen Zablectől Vrbljanáig.

## Oktatás

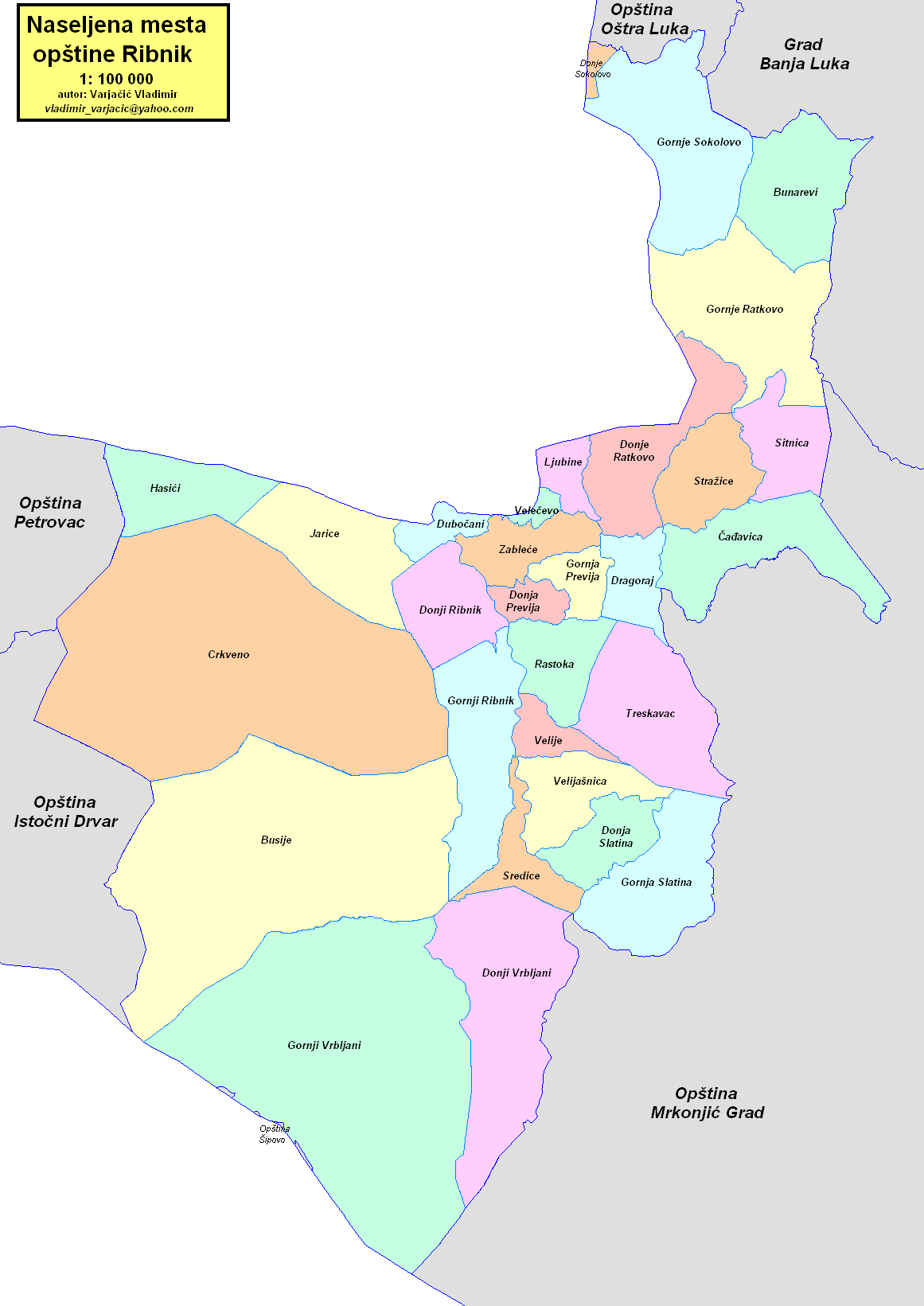
Ribnik község települései

A község területén három általános iskola és egy középiskolai központ működik. Az iskolák a következők:
- "Petar Kočić" általános iskola, Sitnica, egy regionális iskolával.
- "Nikola Mačkić" általános iskola, Previja, két kerületi iskolával.
- "Desanka Maksimović" általános iskola, Ribnik, négy regionális iskolával.
- "Lazar Đukić" Középiskolai Központ, Ribnik.

## Egészségügy
Az egészségügyi alapellátást a „Dom zdravlja Ribnik” közegészségügyi intézményben biztosítják. Ezen kívül Sitnicában, Previjában, Donji Vrbljaniban és Gornji Vrbljaniban vannak helyi rendelők. A szakorvosi szolgáltatásokat az Egészségházon belül nagyobb kórházi központok szakorvosai látják el. Az önkormányzat a családorvosi modell mellett döntött, és ennek érdekében új egészségügyi központ épült Ribnikben, amely javítani fogja a polgárok számára nyújtott szolgáltatások minőségét.

## Közigazgatás
Minden helyi közösségnek van helyi közösségek tanácsa. A helyi közösségi tanácsok tagjait a polgárok választják a helyi közösségek közgyűlésein történő közvetlen szavazással. A helyi közösségek munkáját a helyi közösség tanácsának elnöke irányítja. A helyi közösségek tanácsainál az adminisztratív és szakmai feladatokat a helyi közösség titkára látja el az önkormányzati igazgatási szolgálat szakértői szakmai munkatársaként. A helyi közösségek mindegyike több lakott helyet foglal magában.
A község területileg öt helyi közösségre tagolódik:
- Sitnica helyi közössége,
- Crkvina helyi közössége,
- Previja helyi közössége,
- Ribnik helyi közösség
- Vrbljani helyi közössége.

## Nevezetességei
- Gornji Ribnik – Tepića gradina őskori, ókori és középkori erődítmény maradványai. A maradványok egy 90x70 méteres kerek formájú hegytetőn találhatók, minden oldalról kőfalakkal kerítve. Az ókori falak habarcsba rakott kövekből állnak, mely valószínűleg menedékhelyül szolgált a környező lakosság számára. A plató közepén középkori torony állt. Az erőd eredetileg a vaskorban épült, ókori periódusa a 3. – 5. századra tehető.[5]

- Donji Ribnik késő középkori temetője 10 fennmaradt stećak sírkővel.[5]

- A Gornji Ribniken található Duga Njiva lelőhelyen több késő vaskori (i. e. 2. század) pénzérmét (köztük görög drachmákat és római denariusokat) találtak.[5]

- Gornji Ribnik – Kenjali késő középkori temetője 6 fennmaradt stećak sírkővel.[5]

- Donji Ribnik – Palička, római villagazdaság maradványai az 1. – 4. századból.[5]

- Gornji Ribnik – Vrelo késő középkori temetője 36 darab stećak sírkővel.[5]